# Campagne du fleuve Saint-Jean
Guerre de Sept Ans
La campagne du fleuve Saint-Jean s'est déroulée lors de la guerre de Sept Ans lorsque le colonel Robert Monckton mena une force de 1 150 soldats britanniques pour détruire les établissements acadiens le long des berges du fleuve Saint-Jean jusqu'à ce qu'ils aient atteint le village plus important de Sainte-Anne des Pays-Bas (Fredericton, Nouveau-Brunswick de nos jours) en février 1759. Monckton était accompagné par le capitaine George Scott ainsi que les rangers dirigés par Joseph Goreham, le capitaine Benoni Danks et Moses Hazen.

## Contexte
La conquête britannique de l'Acadie eut lieu en 1710. Pendant les quarante-cinq années suivantes, les Acadiens ont refusé de signer un serment d'allégeance à la Grande-Bretagne. Durant cette période, les Acadiens ont participé à diverses opérations de milices contre les Britanniques et ont maintenu des lignes d'approvisionnement vitales aux Français entre la forteresse de Louisbourg et le Fort Beauséjour. Durant la guerre de la Conquête, les Britanniques ont cherché à neutraliser toute menace militaire des Acadiens et couper les lignes d'approvisionnement vitales que les Acadiens avaient fourni à Louisbourg en déportant les Acadiens de l'Acadie.
Les Acadiens vivaient dans la vallée de Saint-Jean, presque sans interruption depuis le début du XVIIe siècle. Après la conquête de l'Acadie (1710), les Acadiens ont migré de la péninsule de la Nouvelle-Écosse au fleuve Saint-Jean occupé par les Français. Ces Acadiens étaient considérés comme les plus résistants à la domination britannique dans la région.
Les habitants du fleuve Saint-Jean avaient toujours prouvé leur efficacité pour résister aux Britanniques. La milice des Malécites, depuis leur base à Meductic, ont mené une guerre efficace avec des milices de Micmacs contre la Nouvelle-Angleterre pendant les guerres intercoloniales. En 1748, il y avait seulement douze familles parlant français vivant sur le fleuve. Le 28 octobre 1748, à la fin de la Troisième Guerre intercoloniale, les Acadiens et les Micmacs ont empêché John Gorham de débarquer sur la rive pour obliger les serments d'allégeance. Ses rangers ont essuyé des coups de feu tuant trois des rangers et en blessant trois, tandis que Gorham fit deux Micmacs prisonniers. En 1749, Charles Deschamps de Boishébert assigne l'Acadien Joseph Godin (en) dit Bellefontaine pour diriger la milice acadienne dans la région de Saint-Jean.

## Raids britanniques
Sous le commandement naval de Cobb Silvanus (en), les Britanniques ont débuté à l'embouchure du fleuve leurs raids à Kennebecasis et Managoueche (ville de Saint-Jean), où les Britanniques avaient construit le Fort Frederick. Ils remontèrent ensuite le fleuve et saccagèrent Grimross (Gagetown, Nouveau-Brunswick), Jemseg, et finalement, ils atteignirent Sainte-Anne des Pays-Bas. La milice acadienne était dirigée par le général Charles Deschamps de Boishébert et l'Acadien Joseph Godin dit Bellefontaine. Il y avait environ 100 familles acadiennes sur le fleuve Saint-Jean, avec une grande concentration à Sainte-Anne, dont la plupart s'étaient réfugiés là pour échapper aux opérations antérieures de déportation des Acadiens, comme l'épisode de la déportation de l'île Saint-Jean. Il y avait également environ 1 000 Malécites.

## Raid sur Grimross
Le 1er octobre, Monckton quitte Fort Frederick avec ses bateaux, les soldats réguliers et les rangers au-dessus des Chutes réversibles. Deux jours plus tard, ils arrivent dans le village de Grimross. Le village était peuplé de 50 familles qui avaient fui la déportation en 1755 et avaient été contraintes d'abandonner leurs foyers. Les troupes de Monckton ont incendié tous les bâtiments, les champs et tué tout le bétail.

## Raid sur Jemseg
Deux jours plus tard, Monckton arrive dans le village de Jemseg, au Nouveau-Brunswick et le réduit en cendres. Il retourna ensuite à Fort Frederick à l'embouchure du fleuve Saint-Jean. 

## Raid sur Sainte-Anne des Pays-Bas
Monckton n'a pas continué à Sainte-Anne des Pays-Bas (de nos jours Fredericton) en raison de l'hiver qui approchait. Puis, par peur d'être piégé par le fleuve gelé, il fit demi-tour à Maugerville et retourna à Fort Frederick pour partir ensuite à Halifax avec trente familles acadiennes prisonnières. Le major Robert Morris a été chargé du fort.
Près de trois mois plus tard, en février 1759, Monckton envoya le capitaine John McCurdy et ses rangers à Fort Frederick pour aller à Sainte-Anne en raquettes. Le capitaine McCurdy est mort d'un accident en route et a été remplacé par le lieutenant Moses Hazen. Quand les Acadiens réalisèrent que les Britanniques allaient poursuivre leur avance, la plupart d'entre eux se retirèrent dans le village malécite à Aukpaque (Ecoupag) pour se protéger.
Le 18 février 1759, le lieutenant Hazen et 22 hommes sont arrivés à Sainte-Anne des Pays-Bas. Ils ont pillé et incendié le village de 147 bâtiments, dont deux grandes maisons, toutes les granges et les étables. Ils ont brûlé un grand entrepôt, et avec lui une grande quantité de foin, blé, pois, avoine, etc. Ils ont tué 212 chevaux, environ 5 têtes de bétail, un grand nombre de porcs et ainsi de suite. Ils ont également brûlé l'église (située à l'ouest de l'ancienne résidence du Gouverneur). Seulement une poignée d'Acadiens ont été trouvés dans la région, la plupart avait déjà fui au nord avec leurs familles.
En février 1759, le chef de la milice acadienne Joseph Godin dit Bellefontaine et un groupe d'Acadiens ont tendu une embuscade aux rangers. Finalement, Godin et sa milice ont été submergés par les rangers de Hazen. Godin a résisté aux efforts de Hazen pour lui faire signer un serment d'allégeance, même lorsque Hazen tortura et tua des membres de sa famille en face de lui. Les rangers ont scalpé six Acadiens et fait six prisonniers au cours de ce raid. Godin « par son discours et largesses... avaient initié et maintenu les Indiens dans leur haine et la guerre contre les Anglais. » Godin a été fait prisonnier par les rangers et a été apporté, après avoir été rejoint par sa famille, à Annapolis Royal. À partir de là, il a été emmené à Boston et Halifax, puis en Angleterre ; plus tard, il fut envoyé à Cherbourg.